# Cisarua (Cikole)
Cisarua is een bestuurslaag in het regentschap Kota Sukabumi van de provincie West-Java, Indonesië. Cisarua telt 16.274 inwoners (volkstelling 2010).